# Reggio Calcio a 5 2007-2008
Questa pagina raccoglie i dati riguardanti il Reggio Calcio a 5, squadra di calcio a 5 militante in serie A, nelle competizioni ufficiali del 2007-2008.

## Organico

### Prima squadra
| N° | Naz.               | Ruolo | Sportivo                 | Anno     |  |  |
| -- | ------------------ | ----- | ------------------------ | -------- |  |  |
|    | Brasile (bandiera) | LAT   | Fábio Botti              | --.--.-- |  |  |
|    | Brasile (bandiera) | DIF   | Fernando Cruz            | 14.02.80 |  |  |
|    | Italia (bandiera)  | DIF   | Giuseppe Fiorenza        | 18.06.86 |  |  |
|    | Brasile (bandiera) | UNI   | Diogo Lançoni Lacerda    | 15.11.83 |  |  |
|    | Italia (bandiera)  | POR   | Salvatore Lo Gatto       | 06.10.70 |  |  |
|    | Italia (bandiera)  | UNI   | Francesco Lorenti        | 06.01.83 |  |  |
|    | Italia (bandiera)  | LAT   | Donato Marcianò          | 31.12.82 |  |  |
|    | Brasile (bandiera) | PIV   | Nelsinho                 | 08.04.75 |  |  |
|    | Brasile (bandiera) | UNI   | Gilson César de Oliveira | 08.04.79 |  |  |
|    | Italia (bandiera)  | PIV   | Daniele Rappocciolo      | 23.11.82 |  |  |
|    | Brasile (bandiera) | POR   | Franciel Soso            | 19.10.79 |  |  |
|    | Brasile (bandiera) | PIV   | Rafael Tomadon           | 18.08.85 |  |  |
|    | Brasile (bandiera) | UNI   | José Rocha Vagner        | 15.05.82 |  |  |
|    | Italia (bandiera)  | POR   | Maurizio Zema            | 14.06.84 |  |  |

### Under-21
| N° | Naz.               | Ruolo | Sportivo           | Anno     |  |  |
| -- | ------------------ | ----- | ------------------ | -------- |  |  |
|    | Italia (bandiera)  | POR   | Pietro Ferrara     | --.--.89 |  |  |
|    | Italia (bandiera)  | DIF   | Antonino Rosace    | 30.05.88 |  |  |
|    | Italia (bandiera)  | DIF   | Giuseppe Surace    | 07.03.88 |  |  |
|    | Brasile (bandiera) | LAT   | Luis Paulo Triches | 07.03.88 |  |  |
|    | Italia (bandiera)  | PIV   | Andrea Votano      | 30.06.89 |  |  |